# Васильев, Тимофей Васильевич
Тимофей Васильевич Васильев (эрз. Тимофей Васильевич Васильев; 19 февраля [3 марта] 1897, Мариинский уезд, Томская губерния — 23 июня 1939, Москва) — мордовский (эрзянский) юрист, основатель современной системы судопроизводства Мордовии, общественно-политический деятель. Участник Октябрьской революции 1917 года.

## Биографические данные
Родился в семье эрзян-переселенцев. С раннего возраста работал на шахте. Через тягу к знаниям и грамоте, врожденную смекалку местный мировой судья взял мальчика на должность писаря.
В годы Революции и Гражданской войны стал первым советским народным судьей в Омске. Им был организован первый революционный трибунал в Омске и Таре. Вскоре был избран председателем Губернского Совета народных судей. Когда Омск в 1918 году заняли колчаковцы, судья участвует в партизанском движении и становится начальником штаба. С 1920 по 1923 годы Васильев работал в Енисейском губотделе юстиции, затем командовал батальоном в Главной военно-политической школе Дальневосточной Республики.
с 1924 по 1928 год обучался в Московском государственном институте на хозяйственно-правовом отделении факультета права.
В январе 1926 года назначен на должность помощника прокурора Республики Башкирия. По возвращении в столицу в 1927 году стал работать в Московской губернской коллегии адвокатов.
5 декабря 1929 года Васильев был включен в орготдел ВЦИК.

## Тимофей Васильев и мордовский вопрос

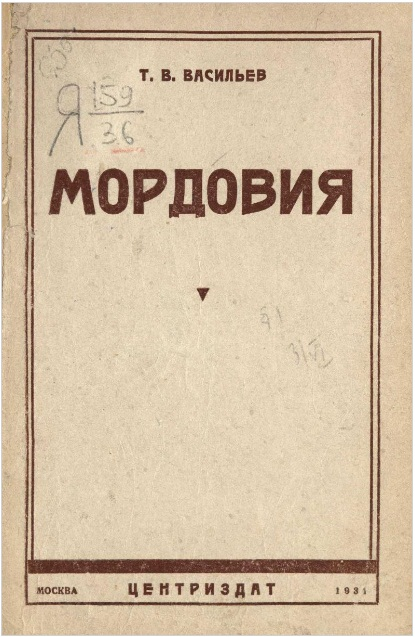
Обложка книги Васильева

Во время учебы в Москве Васильев активно участвовал в студенческих кружках мордовской молодежи, став редактором газеты «Якстере Теште» («Красная звезда») — органа мордовской секции ЦК ВКП(б), был приглашен на работу инструктором в отдел ВЦИК. В 1924—1925 годах при личном содействии Васильева были подготовлены проекты Мордовской автономии.
В 1928 году Тимофей Васильев был назначен первым председателем Мордовского окружного суда. При его участии в судебных учреждениях Мордовии проводилась коренизационная политика – судопроизводство переводили на язык коренного этноса.
В 1931 году выходит книга Васильева «Мордовия», которая является итогом его многолетних размышлений. Эта книга – своеобразное обоснование мордовской идеи, беспрецедентное собрание фактов о родном для исследователя крае: физико-географические условия, население Мордовии, сложные страницы истории, хозяйственное и культурное строительство, отражение процессов коренизации в Мордовской автономии.

## Торговое представительство
В 1931 году Васильев был назначен первым председателем Торгового представительства СССР в Великобритании. 16 февраля 1934 года при неблагоприятных условиях межгосударственного противостояния при участии юриста-международника Васильева удалось подписать новое торговое соглашение между СССР и Великобританией.
В Британии молодой советский юрист приобрел заслуженный авторитет в среде юристов и деловых кругов. Однажды представитель английской фирмы, не согласный с решением суда, заявил, что нельзя признавать серьезными и обоснованными решения советских юристов, если в СССР все судьи вышли из сапожников.
«Да, верно, – заявил в ответ Васильев, – я один из таких сапожников. Я бывший кузнец, получивший затем образование в Московском государственном университете. Теперь, чтобы лучше выучить язык и право той страны, где мне доверено работать, я стал студентом Лондонского университета».
Судья признал, что оснований сомневаться в компетенции Васильева не было, он представлял интересы своей страны.
Успехом Васильева можно считать значительное снижение (около полутора миллионов фунтов) налоговой выплаты в британский бюджет от советской торговли. За эту работу Васильев был представлен в ноябре 1937 года к специальной награде.

## Наследие Васильева
- В 2007 году в Саранске была переиздана книга «Мордовия».
- В октябре 2012 года в Мордовии состоялась Международная научно-практическая конференция, посвященная памяти Т. В. Васильева.
- В сентябре 2014 на юридическом факультете Московского государственного университета им. Ломоносова состоялась презентация книги «Жизнь в борьбе», посвященной Тимофею Васильеву[5].